# Setge d'Alkmaar
El setge d'Alkmaar fou un setge que va tenir lloc entre finals d'agost i el 8 d'octubre de 1573. Fou efectuat per tropes espanyoles manades per Don Fadrique (Fadrique Álvarez de Toledo, fill del governador, el duc d'Alba Fernando Álvarez de Toledo) i va finalitzar amb la retirada dels espanyols. Alkmaar fou la primera ciutat controlada pels rebels holandesos durant la Guerra dels Vuitanta Anys després de resistir el setge de les tropes de la corona espanyola. El 8 d'octubre encara és celebrat cada any a la ciutat. Una dita holandesa diu que la victoria comença a Alkmaar (Bij Alkmaar begint de victorie).

## Antecedents
Per restablir l'ordre i castigar les ciutats rebels, el duc d'Alba va decidir llançar una expedició punitiva contra les ciutats rebels, dirigida per Dom Fadrique. La primera ciutat va ser Malines, que va ser presa sense combat a principis d'octubre, i els soldats espanyols van saquejar-la brutalment i provocar una massacre, fet que va causar tanta por que altres ciutats rebels de Flandes i Brabant van renunciar a la seva resistència. De cop, es va restablir l'autoritat en aquestes regions. Després d'això, va ser el torn de Zutphen. Aquesta ciutat va ser presa el 16 de novembre i també saquejada. Aquesta vegada també, altres ciutats de Gelderland, Overijssel i Frisia van aturar la seva resistència. L'exèrcit de Dom Fadrique es va endinsar a Naarden, a Holanda, que va ser capturada l'1 de desembre i saquejada sense pietat i gairebé tota la població va ser assassinada però no es va aconseguir el resultat desitjat per Alba. La revolta estava molt arrelada a Holanda i Zelanda perquè feia més temps que s'havia posat en marxa la protestantització i el canvi de les institucions. Molts exiliats ja havien tornat, les esglésies catòliques havien passat als protestants i els consells havien estat depurats. Rendir-se a Dom Fadrique ja no era una opció. El següent objectiu d'Alba i Dom Fadrique va ser Haarlem. En un intent de tancar la ciutat, la batalla de Haarlemmermeer va tenir lloc durant el setge, que van guanyar els lleials. Després de set mesos, Haarlem es va haver de rendir el juliol de 1573 a causa de la manca d'aliments. Es va evitar el pillatge contra pagament, però malgrat això, la part de la guarnició i el magistrat van ser assassinats. Amsterdam encara era reialista i amb Haarlem a les mans, Holanda es va dividir en dos.

## El setge
La política de terror empresa pel duc d'Alba, va portar a la ciutat a resistir a la desesperada mitjançant la inundació dels camps circumdants després de tallar els dics que protegíen la ciutat. Van facilitar la defensa les recents fortificacions seguint l'estil de la Traza italiana rematades amb un fossar cobert d'aigua que va fer fracassar tots els assalts llançats contra els seus murs. Finalment, davant l'avanç de l'arribada de l'hivern i el fracàs de l'intent d'assaltar la ciutat per dos cantons salvant el fossar amb pontons d'assalt mòbils, Don Fadrique va decidir aixecar el setge i retirar-se.

## Conseqüències
La decisió de posar setge a Alkmaar i el posterior fracàs en no poder prendre la ciutat fou un dels errors més grans del duc d'Alba, ja que la victòria rebel en va reforçar la voluntat de resistència, i d'altra banda, el temps malgastat en aquesta ciutat, poc important en si mateixa, va impedir l'avenç de les tropes del rei en l'intent de trencar el setge d'Amsterdam. A Zelanda, Alba va estar a la defensiva i el setge de Goes a l'octubre de 1572 per part dels pirates va fracassar i Middelburg també va resistir. En un intent de fer fora els assetjadors, es va desplegar una flota de vaixells lleialistes però va ser derrotada en la batalla de Reimerswaal. De nou es va demostrar que els insurrectes eren superiors a l'aigua. Middelburg va ser presa al febrer de 1574 i es va guanyar la batalla de Lillo. L'Escaut occidental estava ara en mans dels insurrectes i amb això tenien control sobre les principals rutes marítimes dels Països Baixos. La flota reialista va ser pràcticament eliminada després de les batalles navals perdudes.